# Sophie Pascoe
Sophie Frances Pascoe (Christchurch, 8 de enero de 1993) es una deportista neozelandesa que compite en natación adaptada. Ganó diecinueve medallas en los Juegos Paralímpicos de Verano entre los años 2008 y 2020.

## Palmarés internacional
| Juegos Paralímpicos | Juegos Paralímpicos     | Juegos Paralímpicos | Juegos Paralímpicos |
| Año                 | Lugar                   | Medalla             | Prueba              |
| ------------------- | ----------------------- | ------------------- | ------------------- |
| 2008                | Pekín (China)           | Medalla de oro      | 100 m braza SB9     |
| 2008                | Pekín (China)           | Medalla de oro      | 100 m espalda S10   |
| 2008                | Pekín (China)           | Medalla de oro      | 200 m estilos SM10  |
| 2008                | Pekín (China)           | Medalla de plata    | 100 m mariposa S10  |
| 2012                | Londres (Reino Unido)   | Medalla de oro      | 100 m mariposa S10  |
| 2012                | Londres (Reino Unido)   | Medalla de oro      | 100 m libre S10     |
| 2012                | Londres (Reino Unido)   | Medalla de oro      | 200 m estilos SM10  |
| 2012                | Londres (Reino Unido)   | Medalla de plata    | 50 m libre S10      |
| 2012                | Londres (Reino Unido)   | Medalla de plata    | 100 m braza SB9     |
| 2012                | Londres (Reino Unido)   | Medalla de plata    | 100 m espalda S10   |
| 2016                | Río de Janeiro (Brasil) | Medalla de oro      | 100 m espalda S10   |
| 2016                | Río de Janeiro (Brasil) | Medalla de oro      | 100 m mariposa S10  |
| 2016                | Río de Janeiro (Brasil) | Medalla de oro      | 200 m estilos SM10  |
| 2016                | Río de Janeiro (Brasil) | Medalla de plata    | 50 m libre S10      |
| 2016                | Río de Janeiro (Brasil) | Medalla de plata    | 100 m libre S10     |
| 2020                | Tokio (Japón)           | Medalla de oro      | 100 m libre S9      |
| 2020                | Tokio (Japón)           | Medalla de oro      | 200 m estilos SM9   |
| 2020                | Tokio (Japón)           | Medalla de plata    | 100 m braza SB8     |
| 2020                | Tokio (Japón)           | Medalla de bronce   | 100 m espalda S9    |